# Friedhelm Brüggen
Friedhelm Brüggen (* 1949) ist ein deutscher Erziehungswissenschaftler.

## Leben
Nach dem Studium der Erziehungswissenschaft, der Philosophie, der Soziologie und der Germanistik an der Universität Münster erwarb er das Staatsexamen 1975 in den Fächern Pädagogik und Sozialwissenschaft an der Universität Münster, die Promotion 1978 und die Habilitation 1986. Er war außerplanmäßiger Professor und Lehrbeauftragter am Institut für Erziehungswissenschaft der Universität Münster.
Seine Forschungsschwerpunkte sind Theoriegeschichte der Pädagogik, Erziehungs- und Bildungsphilosophie und Sozialisations- und Schultheorie.

## Schriften (Auswahl)
- Strukturen pädagogischer Handlungstheorie. Dilthey, Geisteswissenschaftliche Pädagogik, Mead, Habermas, Erlanger Schule. München 1980, ISBN 3-495-47438-2.
- mit Dietrich Benner: Geschichte der Pädagogik. Vom Beginn der Neuzeit bis zur Gegenwart. Stuttgart 2011, ISBN 978-3-15-010811-6.
- mit Wolfgang Sander und Christian Igelbrink (Hrsg.): UrteilsBildung – eine lösbare pädagogische Herausforderung. Theoretische Grundlagen und praktische Hinweise. Berlin 2014, ISBN 978-3-643-12438-8.